# Wind It Up (Rewound)
Wind It Up (Rewound) è un singolo del gruppo musicale britannico The Prodigy, pubblicato il 29 marzo 1993 come quinto estratto dal primo album in studio Experience.

## La canzone
Si tratta di un remix del brano Wind It Up caratterizzato da una maggiore distorsione sonora rispetto alla versione originaria.

## Tracce
CD singolo (Germania, Paesi Bassi, Regno Unito)
1. Wind It Up (The Rewound Edit) – 3:29
2. We Are the Ruffest – 5:30
3. Weather Experience (Top Buzz Remix) – 6:45
4. Wind It Up (Rewound) – 6:15

CD singolo (Canada, Stati Uniti)
1. Wind It Up (The Rewound Edit) – 3:29
2. Wind It Up (Tightly Wound) – 6:03
3. Wind It Up (Forward Wind) – 5:57
4. Wind It Up (Unwind) – 5:38
5. We Are the Ruffest – 5:30
6. Weather Experience (Top Buzz Remix) – 6:45
7. Wind It Up (Bonus Beats) – 1:57

7" (Regno Unito)
- Lato A

1. Wind It Up (The Rewound Edit) – 3:29

- Lato B

1. We Are the Ruffest – 5:30

12" (Germania, Paesi Bassi, Regno Unito)
- Lato A

1. Wind It Up (Rewound) – 6:15
2. We Are the Ruffest – 5:30

- Lato B

1. Weather Experience (Top Buzz Remix) – 6:45

12" (Stati Uniti)
- Lato A

1. Wind It Up (Rewound) – 6:15
2. Wind It Up (Tightly Wound) – 6:03

- Lato B

1. Wind It Up (Forward Wind) – 5:57
2. Wind It Up (Unwind) – 5:38